# Курниково (Московская область)

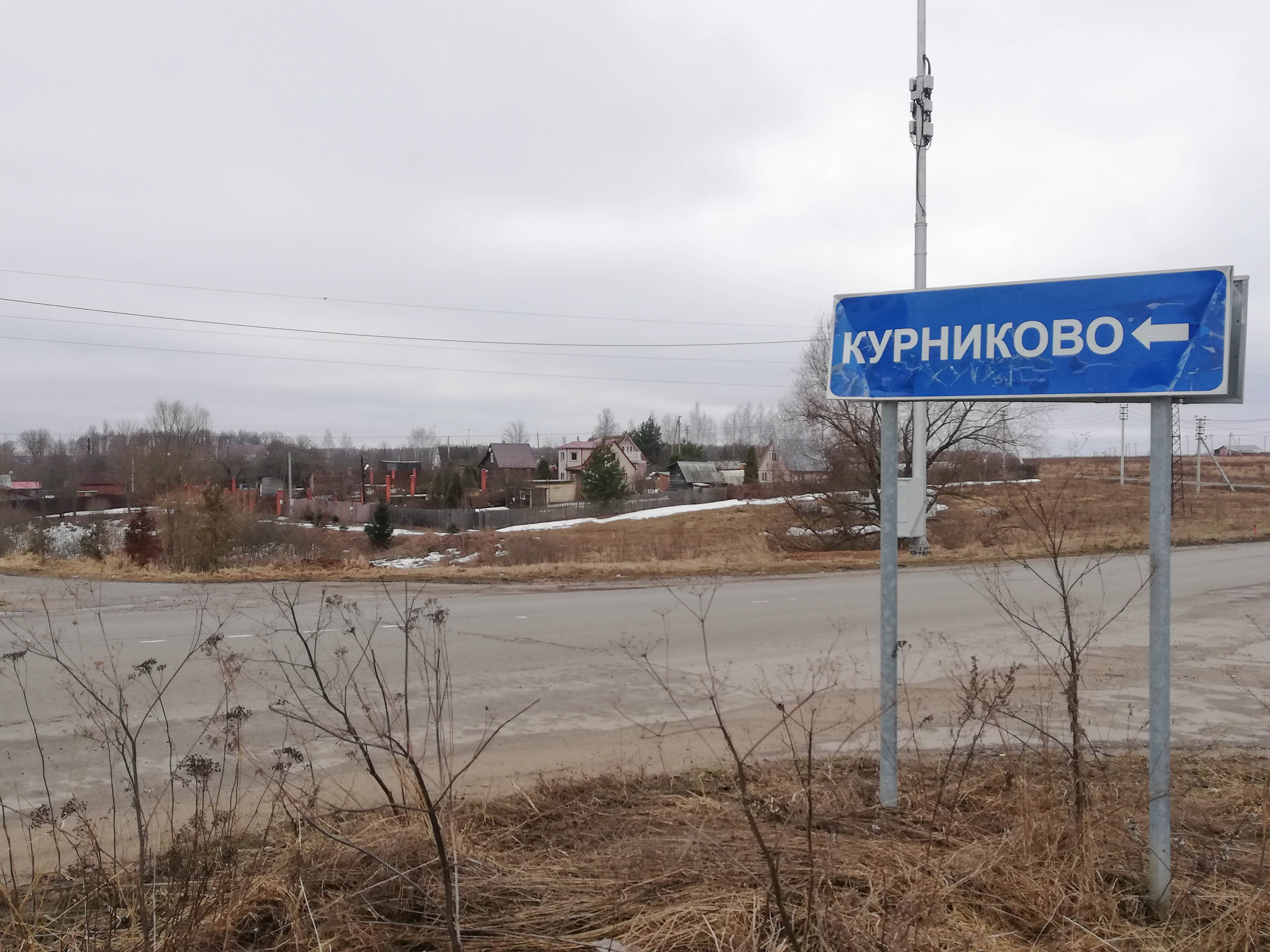
Указатель поворота на деревню

Курниково — деревня в Чеховском районе Московской области, в составе муниципального образования сельское поселение Баранцевское (до 29 ноября 2006 года входила в состав Баранцевского сельского округа).

## Население
| 2002 | 2006 | 2010 |
| ---- | ---- | ---- |
| 20   | ↘15  | ↘10  |

## География
Курниково расположено примерно в 15 км (по шоссе) на юго-восток от Чехова, на безымянном правом притоке реки Люторка (левый приток Лопасни), высота центра деревни над уровнем моря — 160 м. На 2016 год в Курниково зарегистрировано 3 улицы и 5 садовых товариществ.

## История
Во второй половине XVIII века Курниково была усадьбой надворного советника И.И. Дурново. В середине XIX века владела помещица Т.С. Дурново. В 1890 году - господин Милютин. Сохранился пейзажный липовый парк с прудом. Двухэтажный главный дом разобран в 1980-х годах.